# Danaus chrysippus
A Danaus plexippus é uma espécie de borboleta da família dos ninfalídeos, de ampla ocorrência na Ásia e na África.

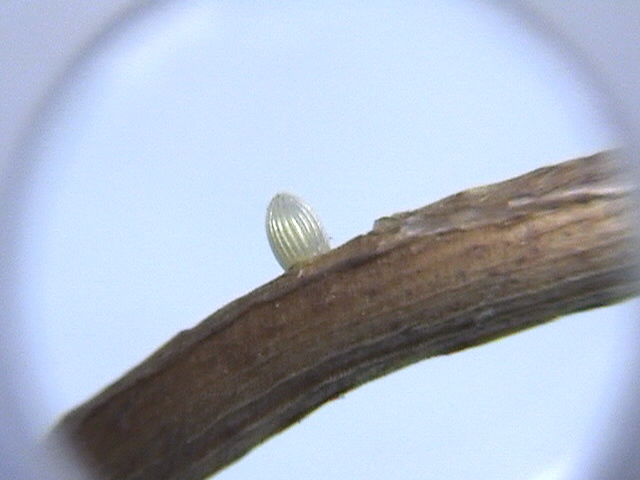
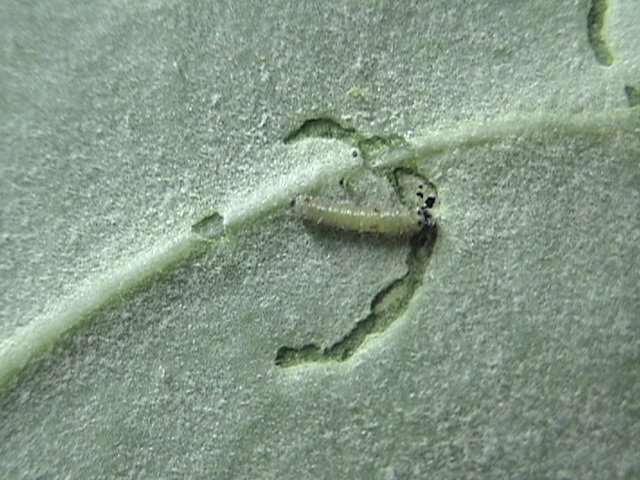
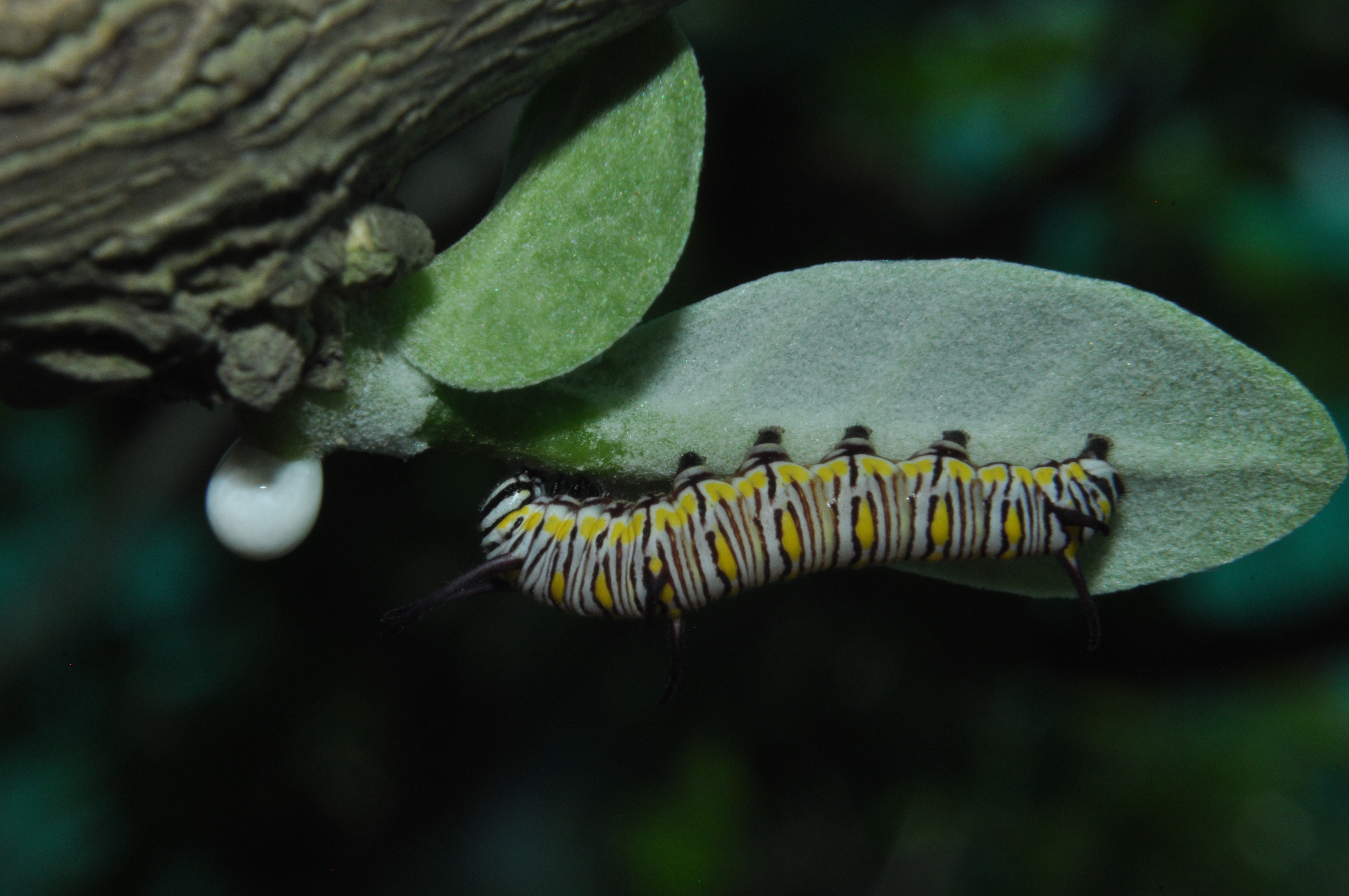
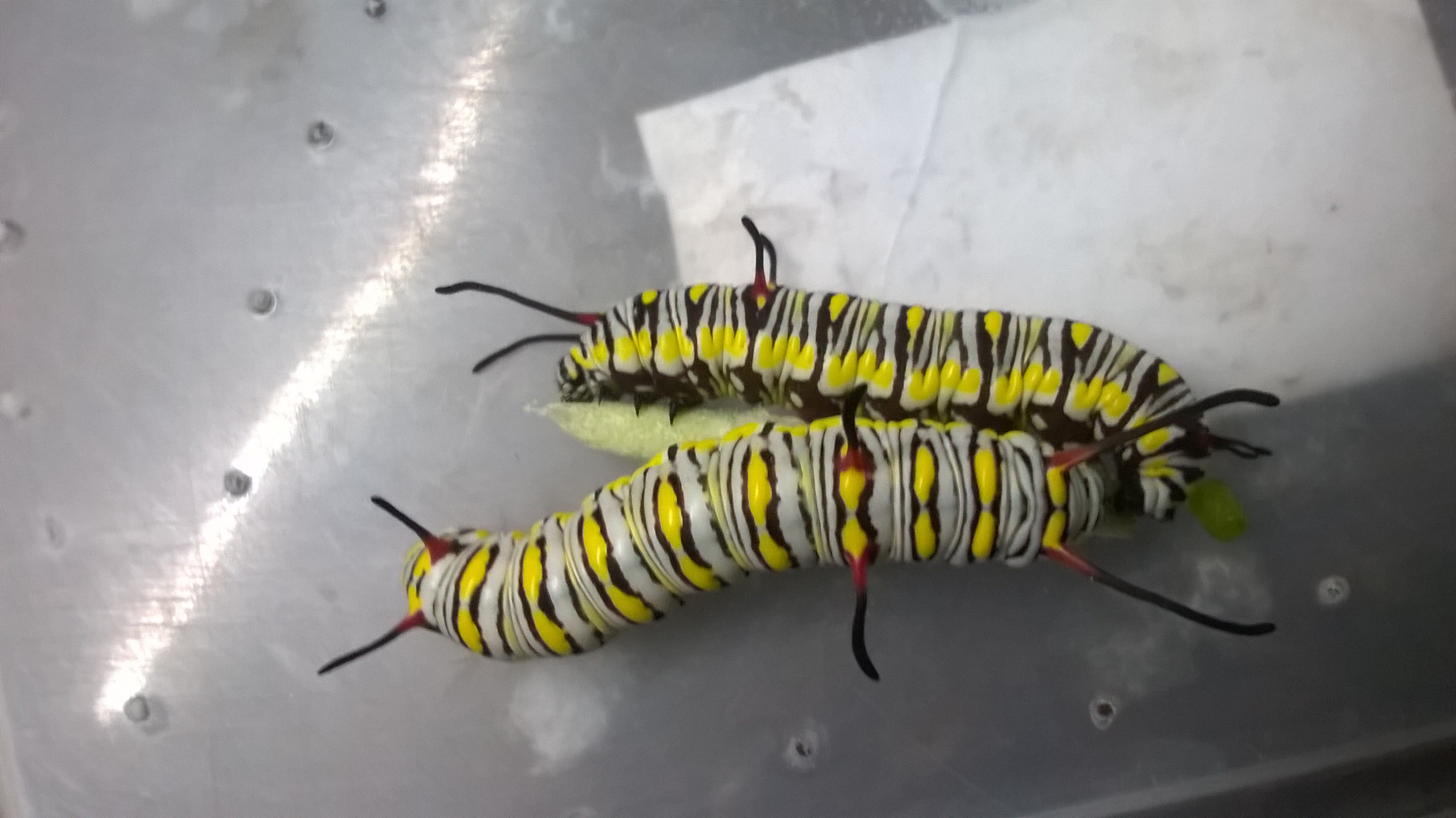
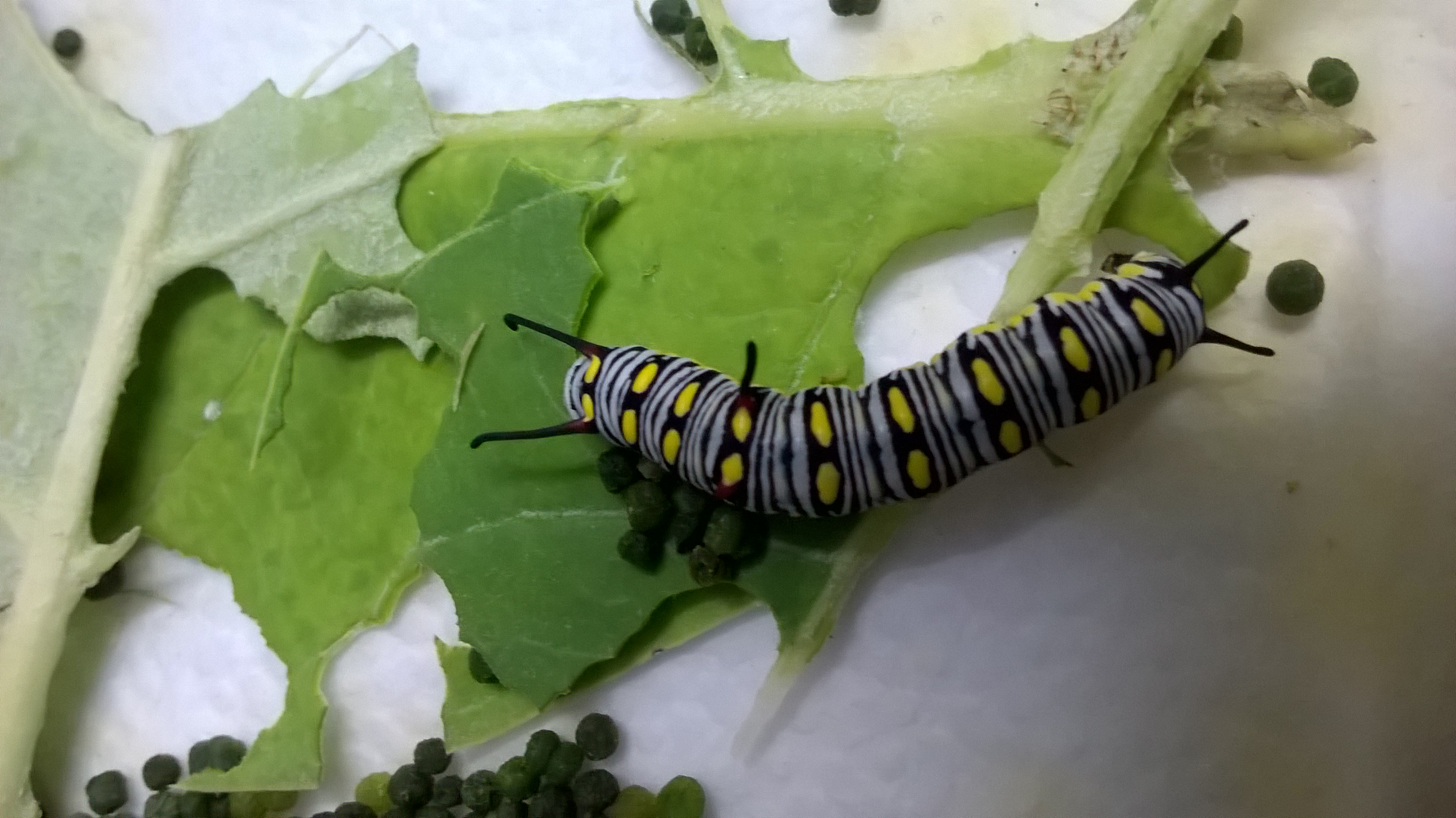
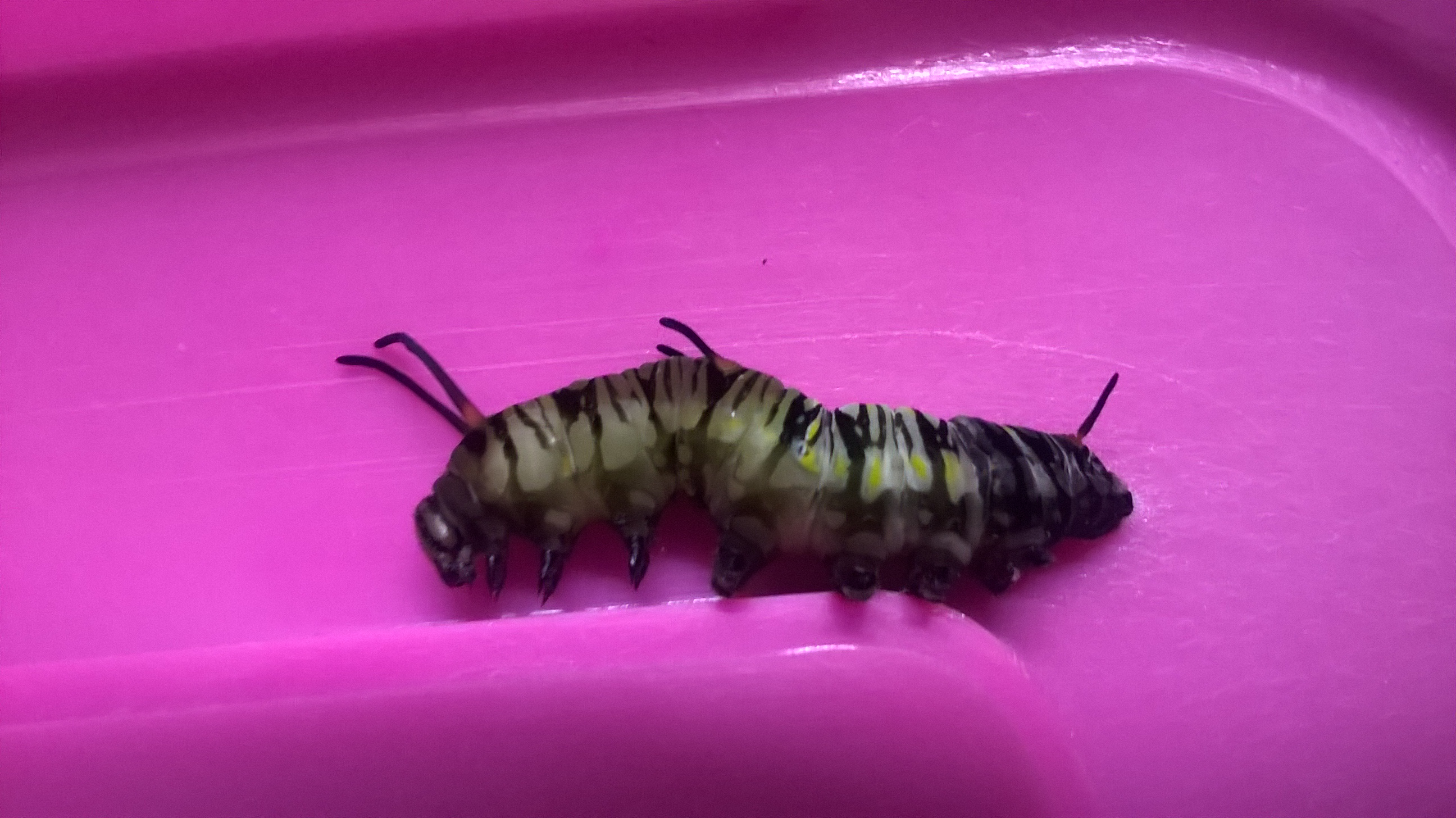
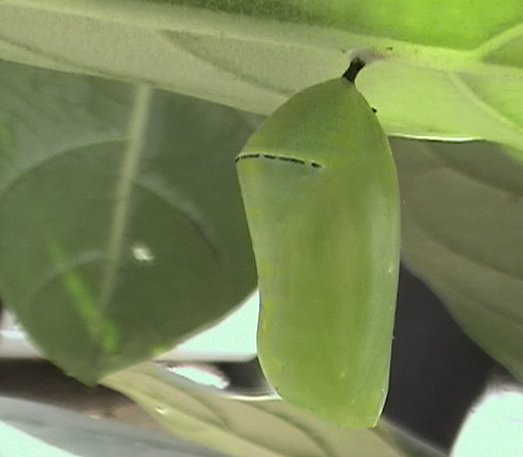
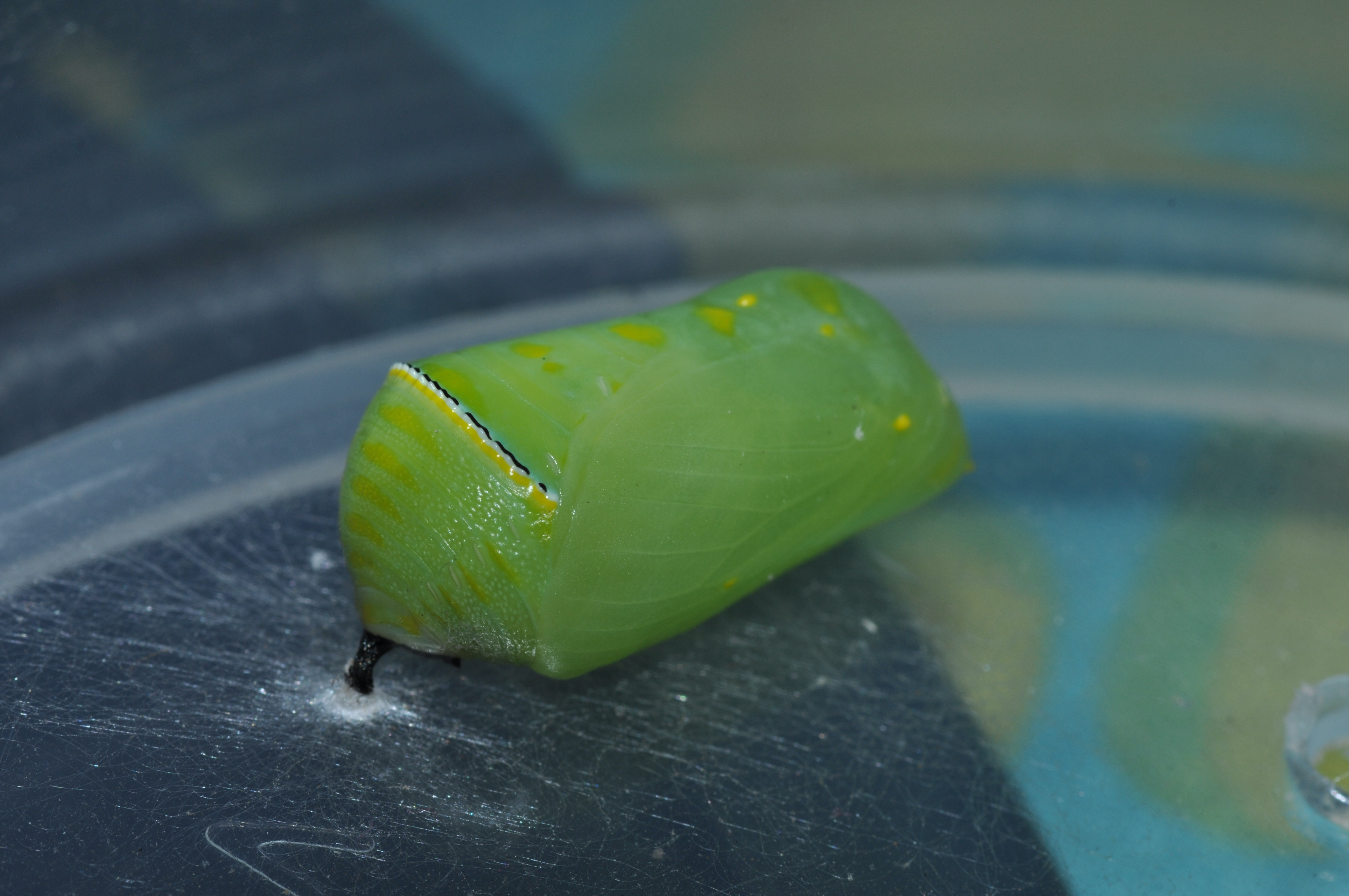